# Caernarfon
Caernarfon (/kərˈnɑːrvən,_kɑːrʔ/) é uma cidade real, comunidade e porto em Gwynedd, País de Gales. Tem uma população de 9.852 habitantes (com Caeathro [en]) e fica ao longo da estrada A487 [en], na costa leste do Estreito de Menai, em frente à Ilha de Anglesey. A cidade de Bangor [en] fica a 13,8 km a nordeste, enquanto Snowdonia (Eryri) margeia Caernarfon a leste e sudeste.
A abundância de recursos naturais dentro e ao redor do Estreito de Menai possibilitou a habitação humana na Britânia pré-histórica. Os ordovicos, uma tribo celta, viveram na região durante o período conhecido como Britânia Romana. O forte romano Segôncio foi estabelecido por volta de 80 d.C. para subjugar os ordovicos durante a conquista romana da Britânia. Os romanos ocuparam a região até o fim do domínio romano na Grã-Bretanha, em 382, após o que Caernarfon passou a fazer parte do Reino de Gwynedd. No final do século XI, Guilherme, o Conquistador, ordenou a construção de um castelo de mota em Caernarfon como parte da invasão normanda do País de Gales [en]. Ele não teve sucesso, e o País de Gales permaneceu independente até por volta de 1283.
No século XIII, Llywelyn ap Gruffudd, governante de Gwynedd, recusou-se a prestar homenagem a Eduardo I da Inglaterra, o que levou à conquista inglesa de Gwynedd. Isso foi seguido pela construção do Castelo de Caernarfon, uma das maiores e mais imponentes fortificações construídas pelos ingleses no País de Gales. Em 1284, o condado de Caernarfonshire [en], de estilo inglês, foi estabelecido pelo Estatuto de Rhuddlan; no mesmo ano, Caernarfon foi transformada em um bairro, um condado e uma cidade mercantil, e a sede do governo inglês no norte do País de Gales.
A ascensão da Casa de Tudor ao trono da Inglaterra atenuou as hostilidades com os ingleses e fez com que o Castelo de Caernarfon caísse em um estado de abandono. A cidade floresceu, levando-a ao status de importante centro turístico e sede do Conselho de Gwynedd [en], com um próspero porto e marina. Caernarfon expandiu-se para além de suas muralhas medievais e passou por uma forte suburbanização. A população da comunidade de Caernarfon inclui a maior porcentagem de cidadãos que falam galês em todo o País de Gales. O status de Bairro Real foi concedido pela Rainha Elizabeth II em 1963 e alterado para Cidade Real em 1974. O castelo e as muralhas da cidade fazem parte de um Patrimônio Mundial descrito como Castelos e Muralhas da Cidade do Rei Eduardo em Gwynedd.

## Toponímia
O nome da cidade é composto por três elementos: caer, yn e Arfon. "Caer" significa "fortaleza", neste caso, o forte romano de Segôncio, que fica nos arredores da cidade moderna, ou o castelo normando erguido perto da foz do rio Afon Seiont [en]. "Arfon" significa "oposto a Môn (Anglesey)", e o nome completo, portanto, significa "a fortaleza na terra oposta a Anglesey".
O antigo assentamento britânico e romano-britânico em Segôncio foi batizado de Cair Segeint ("Fort Seiont") em homenagem ao rio. Também era conhecido como Cair Custoient ("Fortaleza de Constantino"), devido à crença de que era a capital de Gwynedd sob Constantino, um suposto filho de Santa Elen [en] e do imperador Magno Máximo. Ambos os nomes aparecem na História dos Bretões, tradicionalmente atribuída a Nênio. Um romance medieval sobre Magno Máximo e Elen, Macsen's Dream, chama sua casa de Caer Aber Sein ("Fort Seiontmouth" ou "a fortaleza na foz do Seiont") e outros poetas, como Hywel ab Owain Gwynedd [en], usaram o nome Caer Gystennin. Uma carta de 1221 de Llywelyn, o Grande, para os cânones do Priorado de Penmon [en], em Anglesey, menciona Kaerinarfon, e a crônica galesa Brut y Tywysogion [en] menciona Kaerenarvon e Caerenarvon.
A cidade e o condado que leva seu nome foram oficialmente grafados como "Carnarvon" até 1926. Em uma reunião realizada em 10 de novembro de 1925, o conselho do bairro resolveu solicitar ao conselho do condado que alterasse a grafia para "Caernarvon". O conselho do condado autorizou a alteração da grafia do nome do bairro a partir de 14 de janeiro de 1926 e, ao mesmo tempo, decidiu solicitar ao governo que também alterasse a grafia do nome do condado para Caernarvon. O governo confirmou a alteração da grafia do nome do condado a partir de 1º de julho de 1926.
O bairro municipal foi designado como bairro real em 1963. Quando o bairro foi abolido em 1974, o status de "cidade real" foi concedido à nova comunidade que o sucedeu. A ortografia do bairro e do condado permaneceu "Caernarvon" até sua abolição em 1974. A ortografia do nome da comunidade foi alterada de "Caernarvon" para "Caernarfon" com efeito a partir de 2 de junho de 1975 por ordem do Conselho do Município de Arfon.

## História

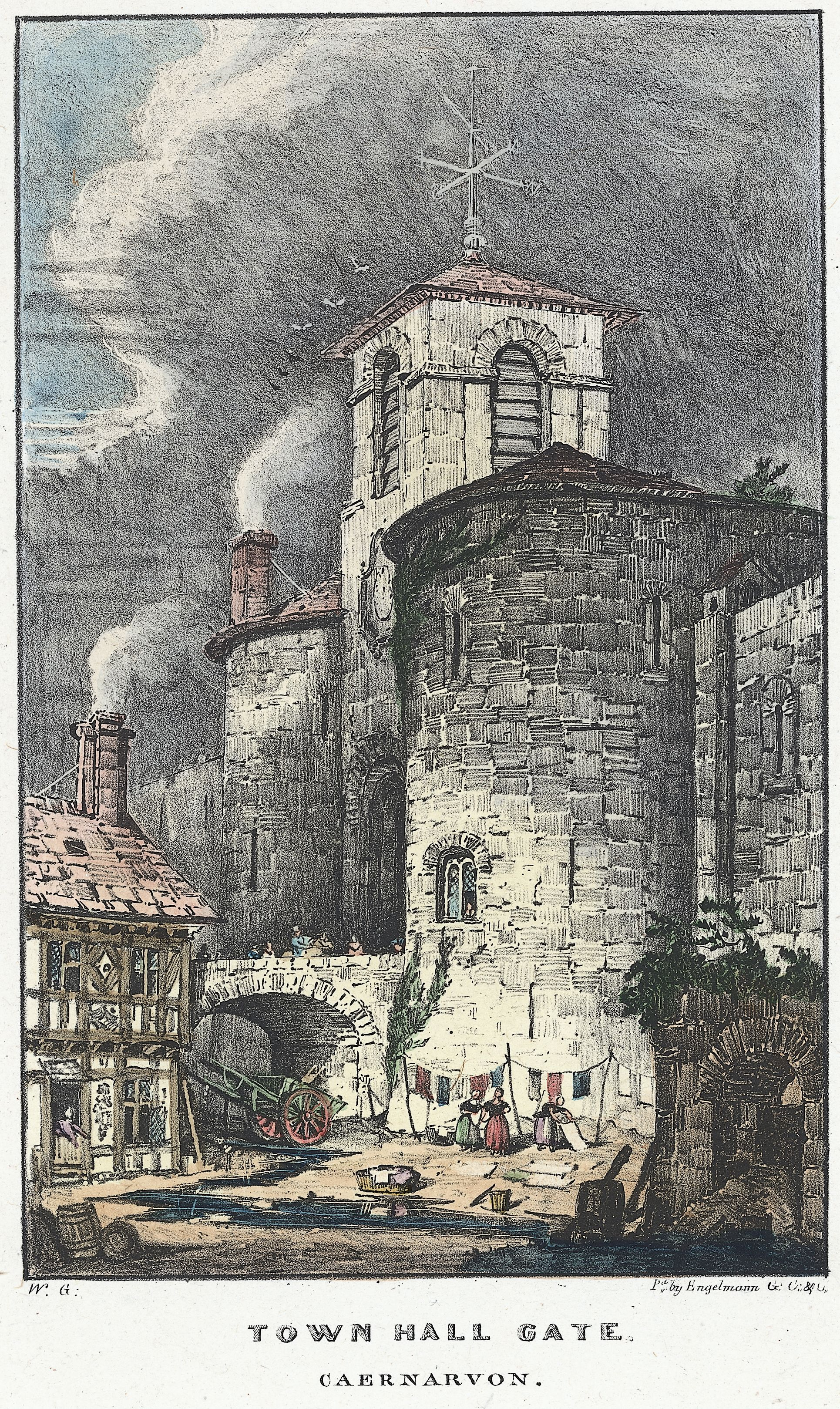
Portão da prefeitura, por volta de 1840.

Caernarfon contém um forte romano, Segôncio, e um castelo de mota normando foi construído na foz do rio Seiont.
Em 1283, o rei Eduardo I concluiu a conquista do País de Gales, que ele garantiu com uma cadeia de castelos e cidades muradas. A construção de um novo castelo de pedra em Caernarfon parece ter começado assim que a campanha foi concluída. O arquiteto de Eduardo, Jaime de São Jorge, pode muito bem ter modelado o castelo com base nas muralhas de Constantinopla, possivelmente por estar ciente das associações lendárias da cidade. O quarto filho de Eduardo, Eduardo de Caernarfon, mais tarde Eduardo II da Inglaterra, nasceu no castelo em abril de 1284 e foi nomeado Príncipe de Gales em 1301. Uma história registrada no século XVI sugere que o novo príncipe foi oferecido aos galeses nativos com base na premissa de que "ele nasceu no País de Gales e nunca poderia falar uma palavra em inglês"; no entanto, não há evidências contemporâneas que sustentem isso.
Caernarfon foi constituída como um burgo em 1284 por meio de uma carta de Eduardo I. A carta, que foi confirmada em várias ocasiões, nomeou o prefeito do burgo como Condestável do Castelo ex officio.

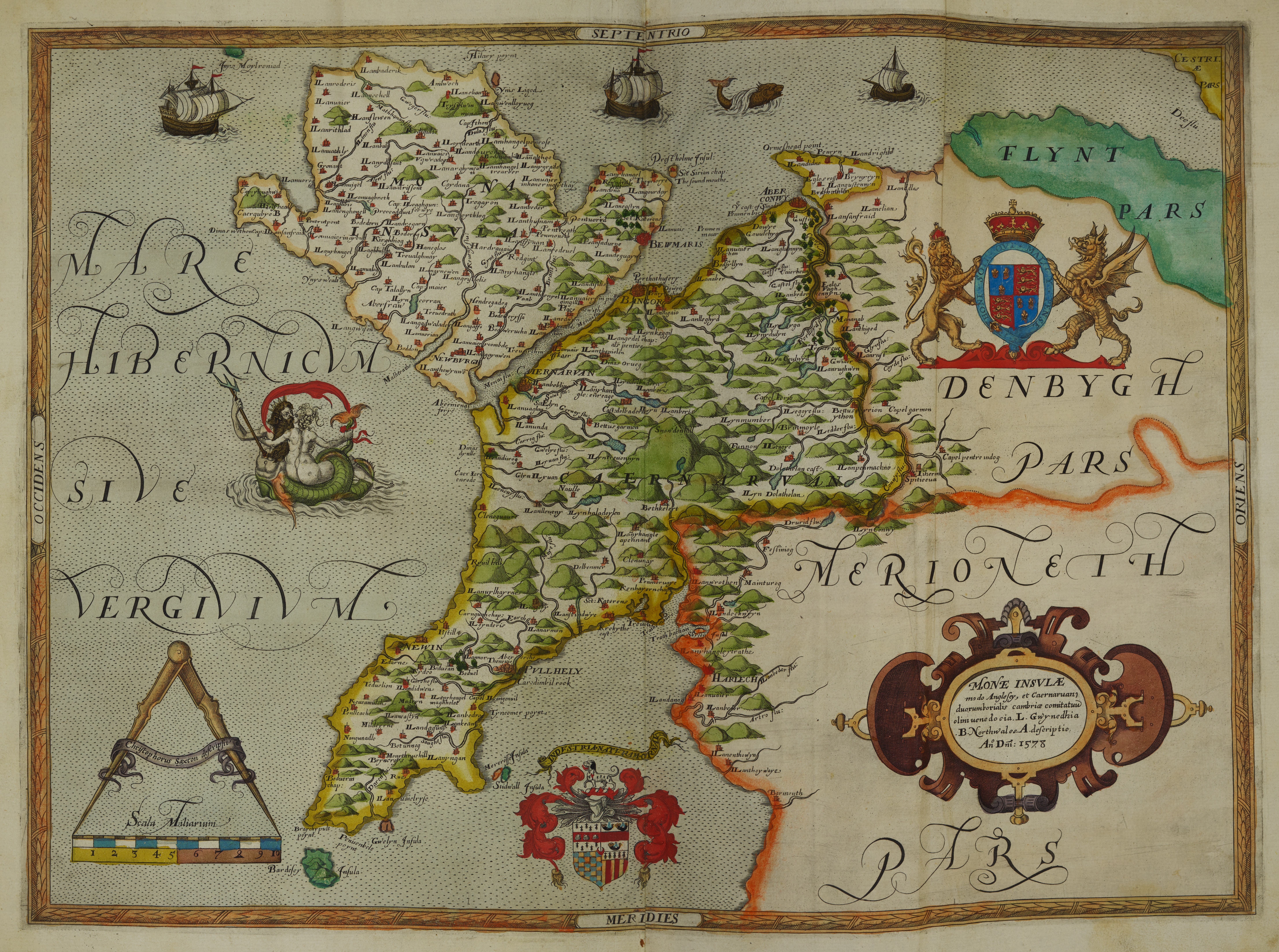
Mapa de Anglesey e Caernarfon desenhado à mão por Christopher Saxton de 1578.

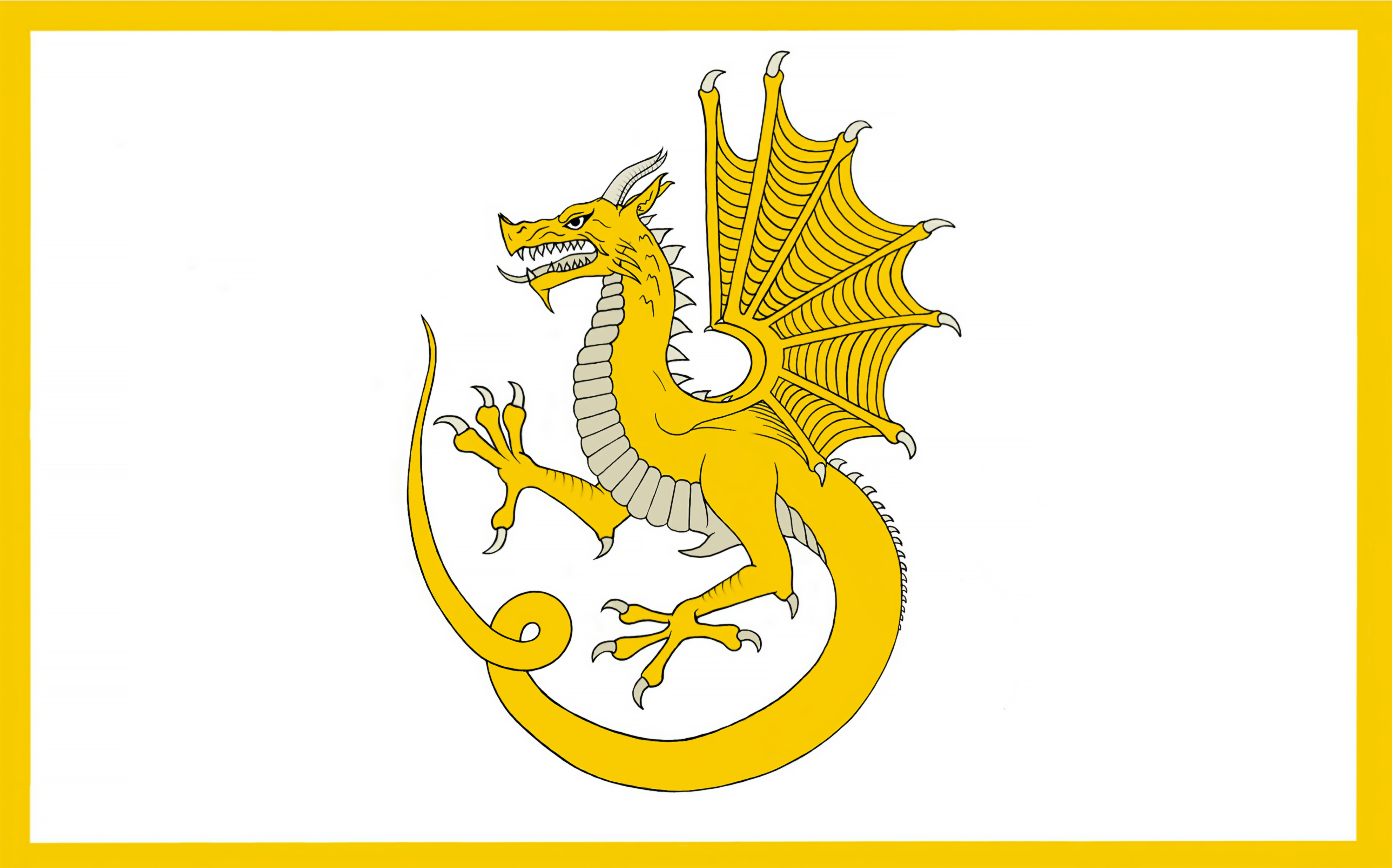
Em 2 de novembro de 1401, o "Y Ddraig Aur" (O dragão dourado) de Owain Glyndŵr foi atestado como tendo sido voado durante a en em Caernarfon, e é provável que também tenha sido voado durante a campanha de independência galesa.

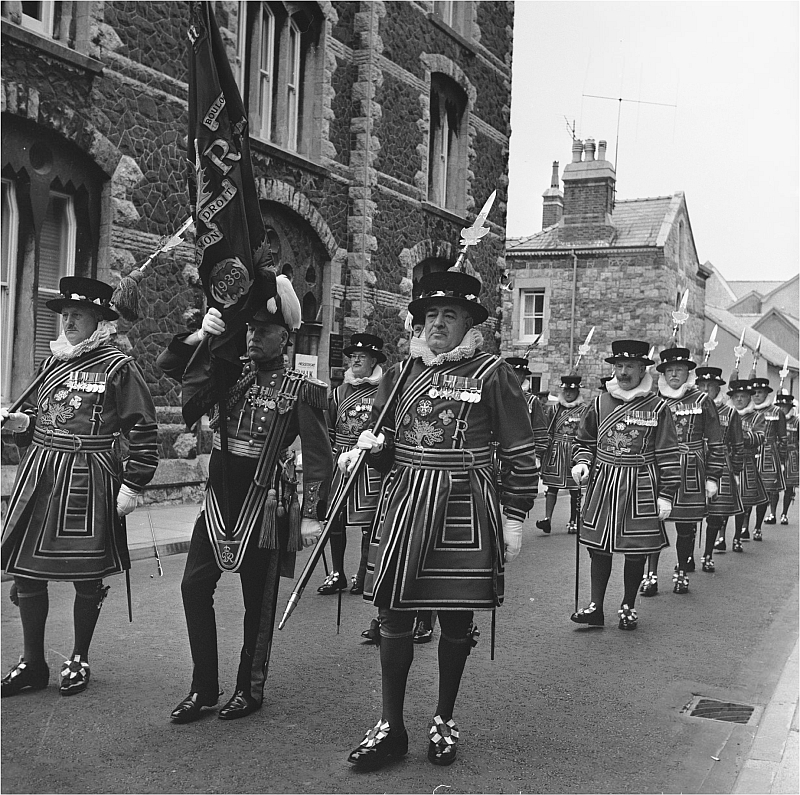
Cena em Caernarfon no dia da investidura de 1969.

Em 1911, David Lloyd George, então membro do Parlamento (MP) para os bairros de Caernarfon, que incluíam várias cidades de Llŷn a Conwy, concordou com a ideia da família real britânica de realizar a investidura do Príncipe de Gales no Castelo de Caernarfon. A cerimônia foi realizada em 13 de julho, com a visita da família real ao País de Gales, e o futuro Eduardo VIII foi devidamente investido.
Em 1955, Caernarfon estava concorrendo ao título de Capital do País de Gales [en] por motivos históricos, mas a campanha da cidade foi fortemente derrotada em uma votação das autoridades locais do País de Gales, com 11 votos em comparação aos 136 de Cardiff. Cardiff, portanto, tornou-se a capital galesa.
Em 1º de julho de 1969, a cerimônia de investidura de Charles, Príncipe de Gales, foi novamente realizada no Castelo de Caernarfon. A cerimônia transcorreu sem incidentes, apesar das ameaças e dos protestos terroristas, que culminaram com a morte de dois membros do Mudiad Amddiffyn Cymru [en] (Movimento de Defesa Galês), Alwyn Jones e George Taylor, que morreram quando sua bomba - destinada à linha férrea em Abergele [en] para deter o Trem Real Britânico [en] - explodiu prematuramente. A campanha de bombardeios (um em Abergele, dois em Caernarfon e um no Píer de Llandudno [en]) foi organizada pelo líder do movimento, John Jenkins. Mais tarde, ele foi preso após uma denúncia e condenado a dez anos de prisão.
Em julho de 2019, Caernarfon sediou um comício pela independência do País de Gales. O evento, organizado pela AUOB (All Under One Banner) Cymru, incluiu uma passeata pelo centro da cidade. Os organizadores estimaram que cerca de 8.000 pessoas participaram da marcha na praça da cidade; as autoridades locais confirmaram pelo menos 5.000 participantes. O evento contou com vários palestrantes, incluindo Hardeep Singh Kohli [en], Evra Rose, Dafydd Iwan, Lleuwen Steffan, Siôn Jobbins, Beth Angell, Gwion Hallam, Meleri Davies e Elfed Wyn Jones. As palestras abrangeram críticas ao Brexit e a Westminster, com a defesa da independência galesa.

A história de Caernarfon, como um exemplo em que a ascensão e a queda de diferentes civilizações podem ser vistas do alto de uma colina, é discutida no livro de John Michael Greer [en], The Long Descent. Ele escreve sobre Caernarfon:
Espalhada abaixo de nós, em uma inesperada glória de luz solar, estava toda a história registrada daquele pequeno canto do mundo. O solo abaixo de nós ainda estava cheio de terraplenagens do forte celta que protegia o Estreito de Menai há mais de dois milênios e meio. O forte romano que o substituiu era agora a marca marrom fraca de um antigo sítio arqueológico em colinas baixas à esquerda. O grande castelo cinza de Eduardo I erguia-se no primeiro plano central, e os altos rastros dos jatos da Força Aérea Real em um exercício de treinamento sobre o Mar da Irlanda mostravam que os atuais senhores da cidade ainda mantinham a antiga guarda. Casas e lojas de mais de meia dúzia de séculos se espalharam para o leste à medida que subiam pelas águas do tempo, desde os prédios medievais apertados da antiga cidade-castelo logo à frente até o letreiro berrante e o amplo estacionamento do supermercado atrás de nós.

## Geografia
Caernarfon está situada na margem sul do Estreito de Menai, de frente para a Ilha de Anglesey. Está situada a 13,8 km a sudoeste de Bangor, 31,2 km ao norte de Porthmadog [en] e a aproximadamente 12,9 km a oeste de Llanberis [en] e do Parque Nacional de Snowdonia. A foz do rio Seiont fica na cidade, criando um porto natural onde ele deságua no Estreito de Menai. O Castelo de Caernarfon fica na foz do rio. A estrada A487 passa diretamente por Caernarfon, com Bangor ao norte e Porthmadog ao sul.
Em linha reta, o cume de Yr Wyddfa fica a pouco mais de 15,4 km a sudeste do centro da cidade.

## Economia
A proeminência histórica e os pontos de referência de Caernarfon fizeram dela um importante centro turístico. Como resultado, muitas das empresas locais atendem ao comércio turístico. Caernarfon tem várias pousadas, pubs, hotéis, restaurantes e lojas. A maioria das lojas da cidade está localizada no centro da cidade, em torno da Pool Street e da Castle Square (Y Maes), no Doc Fictoria (Victoria Dock) ou em Cei Llechi (Slate Quay). Várias lojas também estão localizadas dentro das muralhas da cidade.
A maior parte da seção residencial e de varejo do Doc Fictoria foi inaugurada em 2008. A seção residencial e de varejo de Doc Fictoria foi construída diretamente ao lado de uma marina com bandeira azul. Ela contém várias casas, bares e bistrôs, cafés e restaurantes, um centro de artes premiado, um museu marítimo e uma variedade de lojas e estabelecimentos comerciais.
A Pool Street e a Castle Square contêm várias lojas de varejo nacionais de grande porte e lojas independentes menores. A Pool Street é para pedestres e é a principal rua comercial da cidade. A Castle Square, comumente chamada de "Maes" por falantes de galês e inglês, é a praça do mercado da cidade. Um mercado é realizado todos os sábados ao longo do ano e também às segundas-feiras no verão. A praça foi reformada ao custo de £2,4 milhões em 2009. Entretanto, desde a reforma, a praça tem causado polêmica devido às dificuldades de tráfego e estacionamento. Durante a reforma, foi decidido remover as barreiras entre o tráfego e os pedestres, criando um "espaço compartilhado", para forçar os motoristas a serem mais atenciosos com os pedestres e outros veículos. Esse é o primeiro uso desse tipo de arranjo no País de Gales, mas foi descrito pelo conselheiro Bob Anderson como sendo "muito ambíguo" para os usuários da via. Outra controvérsia causada pela reforma da Maes foi a retirada de um carvalho antigo e histórico do lado de fora de um banco HSBC. Quando a Maes foi reaberta em julho de 2009 pelo político local e Ministro do Patrimônio do País de Gales, Alun Ffred Jones [en], ele disse que "o uso da bela ardósia local é muito proeminente na nova Maes".
Há muitos casas públicas antigas servindo a cidade, incluindo The Four Alls, The Anglesey Arms Hotel, The Castle Hotel, The Crown, Morgan Lloyd, Pen Deitch e The Twthill Vaults. A casa pública mais antiga de Caernarfon é o Black Boy Inn [en], que permaneceu na mesma família por mais de 40 anos até ser vendido em 2003 para uma empresa familiar independente local. O pub está localizado dentro das muralhas da cidade de Caernarfon desde o século XVI, e muitas pessoas afirmam ter visto fantasmas dentro do edifício.
Dentro e ao redor das muralhas da cidade há vários restaurantes, bares e pubs, além de pousadas e albergues.

## Governo local
A sede do Conselho de Gwynedd [en] está situada na cidade. O eleitorado parlamentar de Caernarfon era uma antiga área eleitoral centrada em Caernarfon. Atualmente, Caernarfon faz parte do distrito eleitoral de Dwyfor Meirionnydd no Parlamento do Reino Unido e de Arfon no Parlamento do País de Gales. A cidade é geminada com Landerneau, na Bretanha. Caernarfon era a cidade do condado histórico de Caernarfonshire [en].
Em nível local, o Conselho Municipal Real de Caernarfon é composto por 17 conselheiros municipais, eleitos nos distritos de Cadnant (3), Canol Tref Caernarfon (3), Hendre (3), Menai (4) e Peblig (4). 

## Demografia
A população em 1841 era de 8.001.
A população da Paróquia Comunitária de Caernarfon em 2001 era de 9.611. Os residentes de Caernarfon são conhecidos coloquialmente como "Cofis". A palavra "Cofi" /ˈkɒvi/ também é usada localmente em Caernarfon para descrever o dialeto galês local, notável por uma série de palavras que não são usadas em outros lugares.
No País de Gales, Gwynedd tem a maior proporção de falantes da língua galesa. A maior concentração de falantes de galês em Gwynedd se encontra em Caernarfon e seus arredores.
De acordo com o censo de 2011, 85,8% dos residentes nasceram no País de Gales, uma das maiores proporções em Gwynedd, e 77% relataram uma identidade nacional "somente galesa".

## Pontos de referência

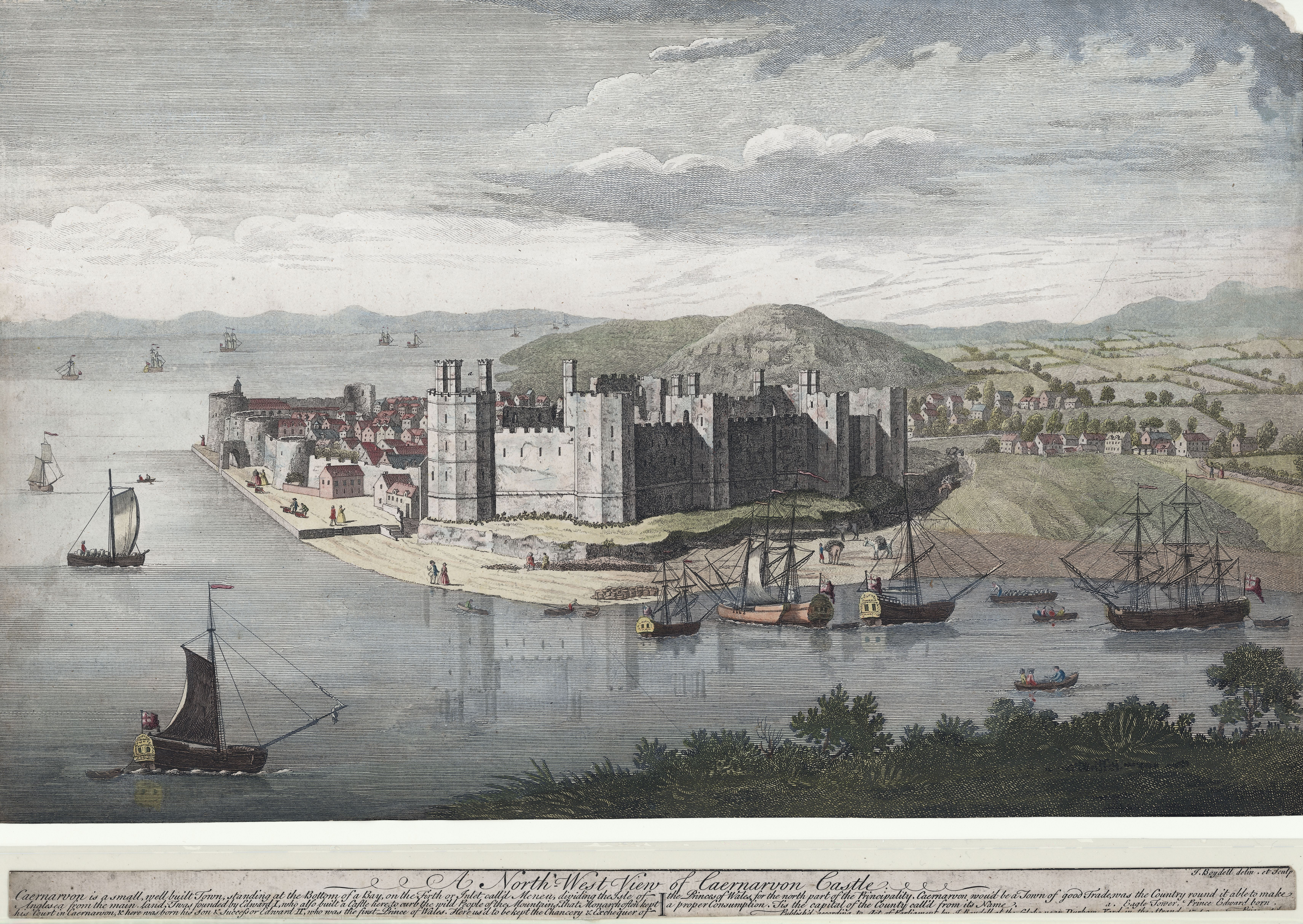
Vista noroeste do Castelo de Caernarvon, 1749.

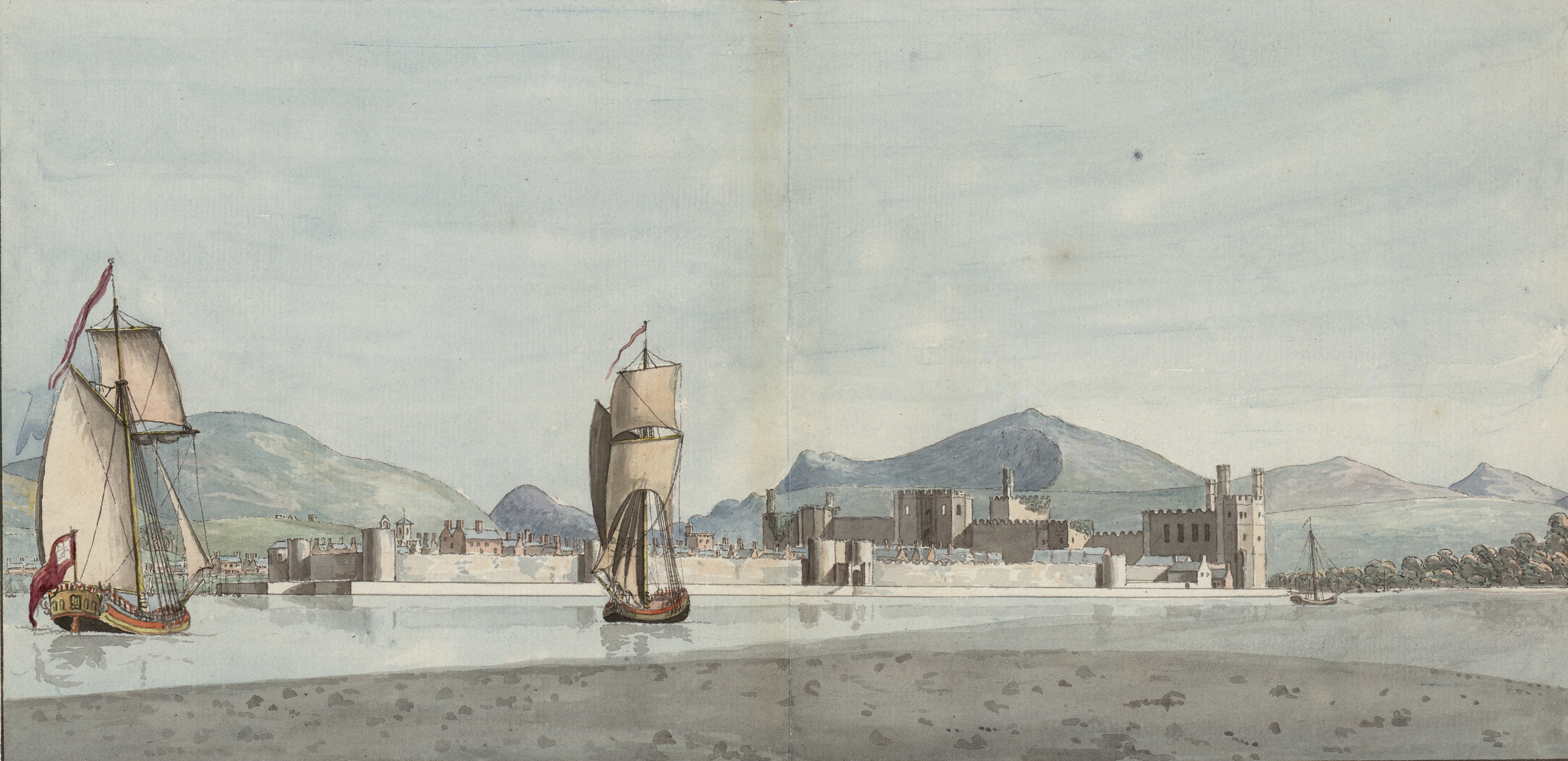
Vista das muralhas da cidade, por volta de 1781 (de Moses Griffith).

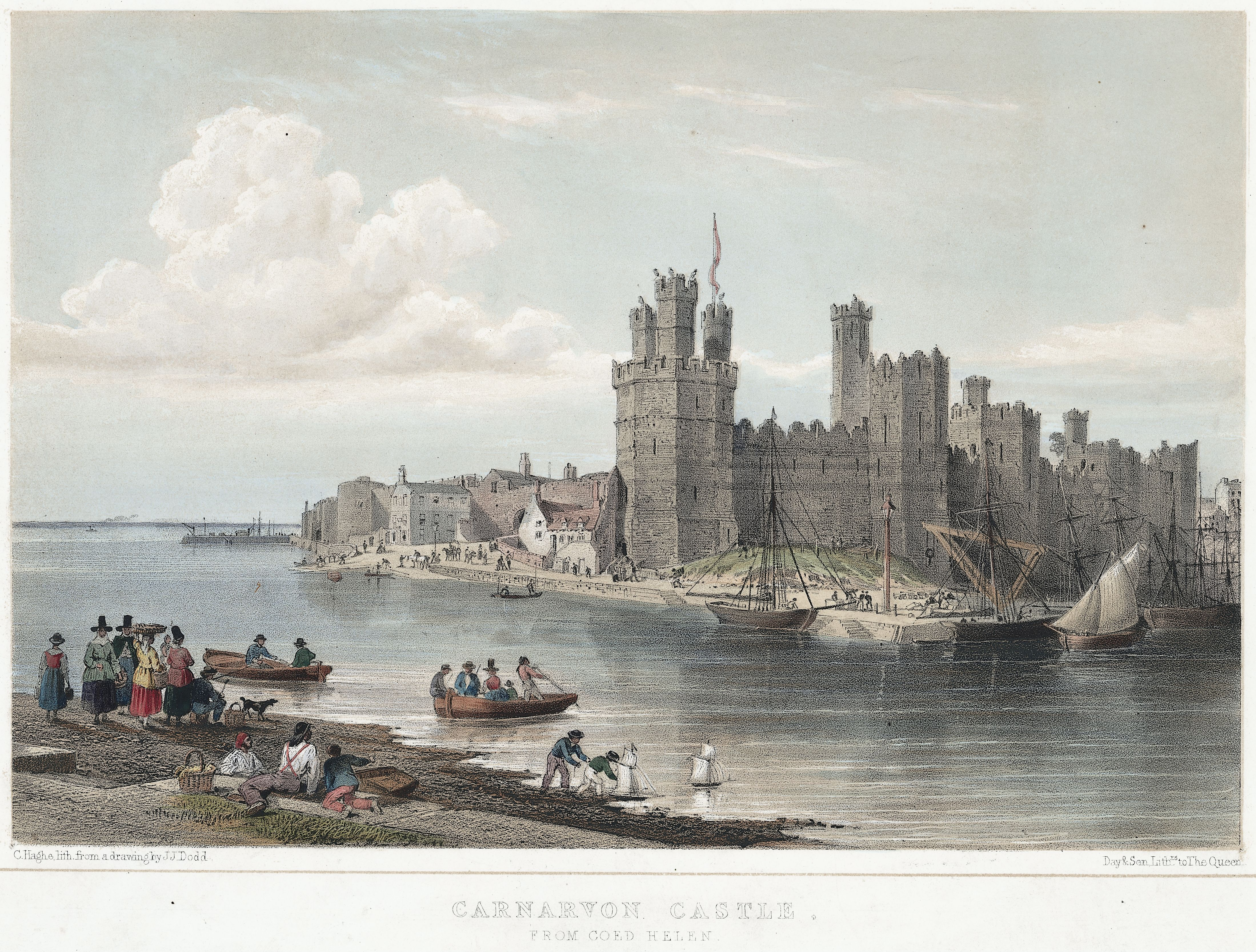
Castelo de Carnarvon a partir de Coed Helen, 1854.

### Castelo de Caernarfon
O atual edifício do castelo foi construído entre 1283 e 1330 por ordem do Rei Eduardo I. Acredita-se que o trabalho de pedra em faixas e as torres poligonais tenham imitado as muralhas de Constantinopla. A impressionante cortina com nove torres e duas casas de guarda permanece praticamente intacta. O Castelo de Caernarfon está agora sob os cuidados da Cadw [en] e é aberto ao público. O castelo inclui o museu do regimento dos Royal Welch Fusiliers [en].

### Muralhas de Caernarfon
As muralhas medievais da cidade, incluindo oito torres e duas casas de guarda com torres gêmeas, formam um circuito completo de 730 m ao redor da cidade antiga e foram construídas entre 1283 e 1285. As muralhas estão sob os cuidados da Cadw [en], mas apenas uma pequena seção é acessível ao público. As muralhas da cidade e o Castelo de Caernarfon foram declarados parte do Patrimônio Mundial em 1986. De acordo com a UNESCO, o castelo e as muralhas, juntamente com outros castelos reais em Gwynedd, "são os melhores exemplos da arquitetura militar do final do século XIII e início do século XIV na Europa".

### Igreja de São Peblig e Forte Romano de Segôncio
Dedicada a São Peblig, filho de Santa Elen [en] e Macsen Wledig (Magno Máximo), a igreja foi construída em um importante local cristão, construído em um mitreu romano, próximo ao Forte Romano de Segôncio (a 200 m de distância, sob os cuidados da Cadw). Um altar romano foi encontrado em uma das paredes durante o trabalho de restauração do século XIX. A igreja atual data principalmente do século XIV e é um edifício classificado como Grau I.

### Estátua de David Lloyd George
A estátua na Castle Square foi esculpida por Goscombe John [en] e erguida em 1921, quando David Lloyd George era primeiro-ministro. David Lloyd George foi membro do Parlamento da região de 1890 a 1945.

### Antigo Mercado Municipal
O Antigo Mercado Municipal, na Hole-in-the-Wall Street e na Crown Street, foi construído em 1832, mas o interior e o telhado foram reconstruídos no final do século. É um edifício classificado como Grau II e agora funciona como pub e local de música.

### Parque Morfa
Um pequeno parque urbano vitoriano, Morfa foi planejado em 1888. Ele fica ao sul da cidade, delimitado pelo hospital "Ysbyty Eryri" em sua extremidade sul. Ele está classificado como Grau II no Registro Cadw/ICOMOS de Parques e Jardins de Interesse Histórico Especial no País de Gales [en].

### Outros
O antigo County Hall [en], que se tornou um tribunal, está situado dentro das muralhas do castelo, ao lado do Anglesey Arms Hotel. O antigo tribunal foi construído em estilo neoclássico. Em 2009, o tribunal foi substituído pelo novo Centro de Justiça Criminal de Caernarfon [en], no antigo terreno da Escola Segôncio, na Llanberis Road. O antigo tribunal fica ao lado do que costumava ser a Caernarfon Gaol, que está fechada desde o início do século XX e foi posteriormente convertida em escritórios do conselho.
Há um pequeno hospital na cidade, o 'Ysbyty Eryri' (ou seja, "Hospital Snowdonia"). O hospital regional de grande porte mais próximo é o Ysbyty Gwynedd [en], em Bangor.
O Caernarfon Barracks [en] foi encomendado por John Lloyd, inspetor do condado de Caernarfonshire, como quartel-general militar. A construção foi concluída em 1855.

## Transporte

### Mar
Caernarfon já foi um porto importante, exportando ardósia das pedreiras de Dyffryn Nantlle. Esse tráfego foi facilitado a partir de 1828 pela Nantlle Railway, que antecedeu empreendimentos muito mais conhecidos, como a Liverpool and Manchester Railway e a Ffestiniog Railway.

### Trilho
Cinco estações de passageiros serviram a cidade. A estação ferroviária de Caernarvon [en] foi inaugurada em 1852 como o terminal oeste da Bangor and Carnarvon Railway [en]. Ela conectava a cidade à costa do norte do País de Gales e à rede nacional em expansão. A estação ferroviária Carnarvon Castle foi inaugurada em 1856 como o terminal de passageiros ao norte da ferrovia Nantlle Railway, com bitola japonesa estreita de 3 pés e 6 polegadas. Esse serviço foi encerrado em 1865, quando a linha que estava sendo construída a partir do sul pela Carnarvonshire Railway, de bitola padrão, assumiu a maior parte de seu leito. O terminal norte temporário da Carnarvonshire Railway ficava em Pant, ao sul da cidade. A estação de Pant foi inaugurada em 1867. Ao mesmo tempo, a Carnarvon and Llanberis Railway [en] construiu sua linha de Llanberis a Caernarfon. Seu terminal ocidental temporário foi chamado de Carnarvon (Morfa). Ele foi inaugurado em 1869, próximo às modernas pontes rodoviárias sobre o Afon Seiont. Por um curto período, portanto, Caernarfon teve três estações terminais em suas bordas. Os registros são contraditórios, mas isso terminou em 1870 ou 1871, quando as estações foram conectadas por uma linha que atravessava a cidade usando o túnel que ainda existe, tendo sido convertido em 1995 para o tráfego rodoviário. Quando a rota de passagem foi aberta, as estações Pant e Morfa fecharam e a estação original tornou-se a única estação da cidade. A London and North Western Railway também assumiu o controle de todas as linhas mencionadas, deixando uma estação e um prestador de serviços em 1871.
Os serviços para Llanberis e para o sul até Afon Wen fecharam progressivamente a partir da década de 1930, com os trilhos sendo levantados em meados da década de 1960, mas a estação de Caernarvon sobreviveu até 1970, com Bangor para Caernarvon sendo um dos últimos serviços de passageiros a ser fechado sob o Beeching Axe [en]; agora é o local de um supermercado Morrisons [en]. Em novembro de 2020, o governo galês declarou que "mais considerações" deveriam ser feitas sobre a reabertura da linha. A quinta estação foi inaugurada em 1997 no antigo leito da linha em St. Helen's Road. Helen's Road. Ela é o terminal norte da Rheilffordd Eryri/Welsh Highland Railway [en] de bitola estreita de 2 pés. As obras de uma estação permanente para a cidade começaram em fevereiro de 2017. A nova estação foi aberta aos passageiros na primavera de 2019. Os serviços de vapor históricos fornecem conexões para Porthmadog, onde os passageiros podem trocar para serviços na Ffestiniog Railway para Blaenau Ffestiniog [en].

### Ônibus
Os serviços de ônibus na cidade são fornecidos pela Arriva Buses Wales [en] e por várias operadoras locais menores. Os serviços de longa distância que cruzam o país são operados pela Lloyds Coaches [en] e conectam a cidade a Bangor, ao norte, e a Aberystwyth, via Porthmadog, Dolgellau [en] e Machynlleth [en], ao sul. Esses serviços fazem parte da rede TrawsCymru [en], financiada pelo governo galês.

### Estrada
A estrada principal A487 corta a cidade, fornecendo acesso às principais áreas urbanas ao longo da costa do norte do País de Gales e ao Porto de Holyhead [en], pela via expressa A55. Llanberis, aos pés de Yr Wyddfa, pode ser acessada pela A4086, que segue para o leste, saindo da cidade em direção a Capel Curig [en].

### Bicicleta
Seguindo para o norte, saindo da cidade, há a ciclovia Lôn Las Menai [en] para a vizinha Y Felinheli [en]. Seguindo para o sul, saindo da cidade, está a ciclovia Lôn Eifion [en], que leva a Bryncir, perto de Criccieth [en]. A rota oferece vistas das montanhas de Snowdonia, da Península de Llŷn e da Ilha de Anglesey.

### Ar
O Aeroporto de Caernarfon [en] fica a 7,2 km a sudoeste e oferece voos de lazer e um museu de aviação.

### A pé
A Aber Swing Bridge [en] é uma ponte móvel para pedestres que cruza o Afon Seiont para conectar os pedestres da orla à entrada do Watergate no centro de Caernarfon, perto do Castelo de Caernarfon.

## Educação
Há quatro escolas primárias em Caernarfon, sendo a Ysgol yr Hendre a maior delas. As outras são Ysgol y Gelli, Ysgol Santes Helen e Ysgol Maesincla. A Ysgol Syr Hugh Owen [en] é a única escola de ensino médio que atende Caernarfon e as áreas vizinhas e atualmente tem entre 875 alunos de 11 a 18 anos. A Ysgol Pendalar é uma escola para crianças com necessidades especiais. A Coleg Menai [en] é uma faculdade de educação complementar para adultos.

## Pessoas notáveis

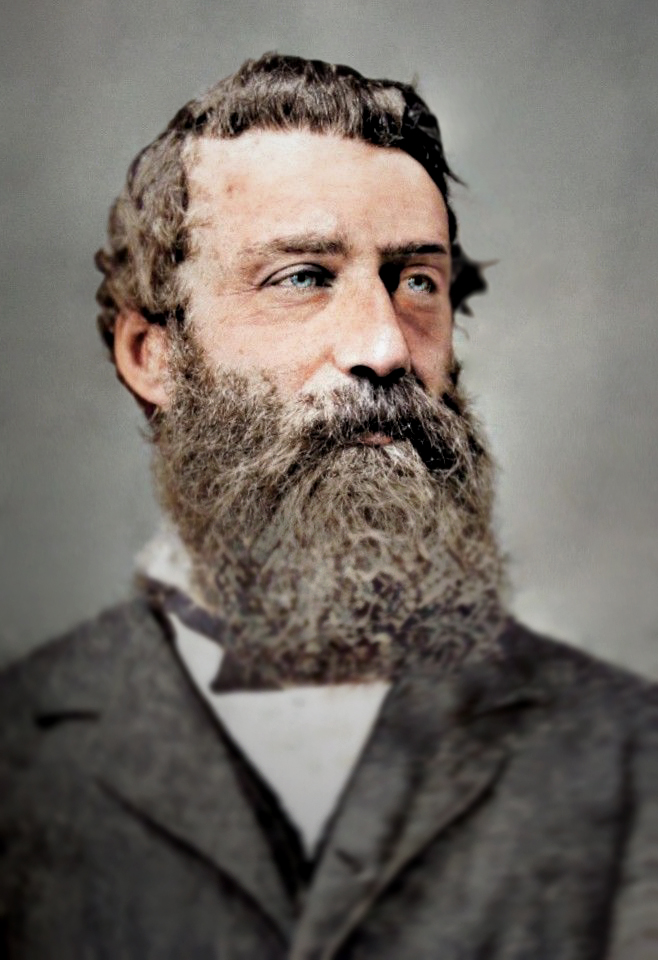
Lewis Jones, 1898.

- Santa Elen [en], fundadora de igrejas no País de Gales no final do século IV.
- Eduardo II da Inglaterra (1284-1327), rei da Inglaterra de 1307 a 1327.[24]
- Morris Williams [en] (1809-1874), clérigo e escritor, conhecido por seu nome bárbaro Nicander.
- William Henry Preece [en] (1834-1913), engenheiro elétrico e inventor.
- Lewis Jones [en] (1837-1904), um dos fundadores do assentamento galês na Patagônia.
- David Lloyd George (1863-1945), primeiro-ministro do Reino Unido de 1916 a 1922.
- Gwilym Edwards [en] (1881-1963), ministro presbiteriano, escritor e acadêmico.
- Lionel Rees [en] (1884-1955), aviador, ás da aviação e ganhador da condecoração militar Cruz Vitória.
- Maureen Peters [en] (1935-2008), romancista histórica.
- Dafydd Wigley [en] (nascido em 1943), político, deputado por Caernarfon de 1974 a 2001.
- Sian Eleri [en], apresentadora da BBC Radio 1.

### Esportistas
- Bryan Orritt [en] (1937-2014), jogador de futebol profissional com mais de 370 jogos por clubes.
- Barry Hughes [en] (1937-2019), jogador e gerente de futebol profissional, atuando principalmente na Holanda.
- Wyn Davies [en] (nascido em 1942), jogador de futebol com 611 jogos por clubes e 34 pela Seleção Galesa de Futebol
- Tom Walley [en] (nascido em 1945), jogador de futebol com mais de 410 partidas por clubes.
- Catrin Thomas [en] (nascido em 1964), esquiador e alpinista.
- Waynne Phillips [en] (nascido em 1970), jogador de futebol profissional com mais de 470 partidas por clubes.
- Nathan Craig [en] (nascido em 1991), jogador de futebol profissional.
- Osian Dwyfor Jones, lançador de martelo da Commonwealth do País de Gales.

## Esportes
O Caernarfon Town F.C. [en] (em galês: Clwb Pêl Droed Tref Caernarfon) é um clube de futebol galês sediado na cidade, que atualmente joga no Campeonato Galês de Futebol, o nível mais alto do futebol no País de Gales. O clube tem o apelido de "Os Canários" por causa de sua faixa amarela e verde. O Caernarfon Town joga no estádio The Oval, que tem capacidade para 3.000 pessoas e 250 pessoas sentadas.

## Cultura
Caernarfon sediou o National Eisteddfod [en] em 1862, 1894, 1906, 1921, 1935, 1959 e 1979. Eventos não oficiais do National Eisteddfod também foram realizados lá em 1877 e 1880. Caernarfon também sediou o 30º Celtic Media Festival [en] anual em março de 2009. Os destinos culturais incluem Galeri e Oriel Pendeitsh. Galeri é um centro de empreendimentos criativos que abriga uma galeria, uma sala de concertos, um cinema, várias empresas e uma série de outros espaços criativos e culturais. Oriel Pendeitsh é um espaço de exposições no andar térreo, ao lado do Centro de Informações Turísticas, em frente ao Castelo de Caernarfon. A galeria tem um programa de exposições variado e dinâmico durante todo o ano.

## Festival gastronômico
O Caernarfon Food Festival é realizado nas ruas da cidade, incluindo The Slate Quay (Cei Llechi) e Castle Square (Maes), que é uma via de pedestres para o evento. As barracas também estão localizadas ao longo do calçadão próximo ao Estreito de Menai, em direção à marina e ao Doc Fictoria.

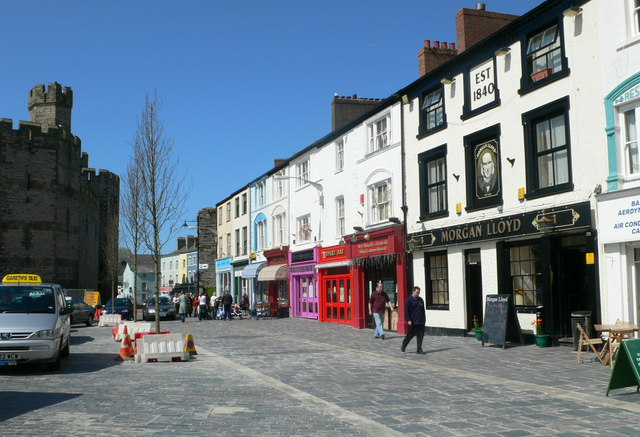
Lojas na Castle Square, em Caernarfon.

O festival foi criado em 2015 como resultado de uma consulta pública na cidade. O primeiro festival foi realizado em 2016. Ele é organizado pelo Caernarfon Food Festival Group, formado por voluntários locais que realizam reuniões regulares para planejar cada festival. O festival tem vários grupos de apoio, incluindo um grupo de conteúdo, um grupo de patrocínio, um grupo técnico, um grupo de comunicação e um grupo de voluntários. Esses grupos participam das reuniões mensais do grupo principal. O logotipo do festival foi inspirado nas contribuições dos alunos da Ysgol Syr Hugh Owen e desenhado por Iestyn Lloyd, da Cwmni Da. O festival recebeu apoio do governo galês por meio do Food Festival Grant Scheme e foi altamente elogiado pelo Food Awards Wales em 2019. O estacionamento é fornecido no Slate Quay (Cei Llechi) e em outros estacionamentos da cidade, enquanto a Welsh Highland Railway fornece transporte a partir de Porthmadog. O acesso para ciclistas é feito pelas ciclovias ao longo das linhas ferroviárias desativadas, que incluem a Lôn Las Eifion, que vai de Porthmadog, passando por Penygroes e chegando a Caernarfon, a Lôn Las Menai, de Y Felinheli a Caernarfon, e a Lôn Las Peris, de Llanberis a Caernarfon.

## Freedom of the City
As seguintes unidades militares receberam a honra Freedom of the City [en] de Caernarfon:
- Royal Welch Fusiliers [en]: 1946
- Royal Welsh: 25 de abril de 2009[79][80]